# Lukšiai (stacja kolejowa)
Lukšiai – stacja kolejowa w miejscowości Slikiai, w rejonie kiejdańskim, w okręgu kowieńskim, na Litwie. Położona jest na linii Koszedary – Radziwiliszki.

## Historia
W okresie międzywojennym istniał tu przystanek kolejowy.